# Winding Road〜未来へ〜
「Winding Road〜未来へ〜」（ワインディングロード〜みらいへ〜）は、FANTASTICS from EXILE TRIBEの6枚目のシングルである。2020年9月23日にrhythm zoneから発売された。

## 背景
2020年7月20日、本作のリリースを発表した。「未来にワクワクを」のメッセージを元に書き下ろされ、EXILEの25枚目のシングル「時の描片 〜トキノカケラ〜」などのヒット曲を多数手がけたDaisuke"DAIS"Miyachiプロデュースのポジティブで壮大なバラードとなっている。愛知を拠点に中京地区でテレビ、ラジオ放送を行う中部日本放送（CBC）の創立70周年イメージソングとして起用された。
8月24日、TBSテレビにて放送された『週刊EXILE』にてジャケット写真とアーティスト写真が公開された。ビジュアルの背景には星空を用い、その光や彗星の尾が道標をイメージしており、明るい「未来」へ歩んでいくという意味が込められている。
パッケージの発売に先立ち、先行配信が8月26日より各音楽配信サービスで開始された。8月30日には、ミュージックビデオが公開された。

## ミュージックビデオ
ミュージックビデオでは不安を抱えてネガティブな気持ちになっている各メンバーを、もう1人の“明るくポジティブな自分”がパフォーマンスと歌で励ましていく様子が表現されている。映像ラストに向かうにつれて落ち込んでいたメンバーが笑顔と活力を取り戻し、未来に向かってまた成長を遂げるというストーリー展開となっている。振り付けは、パフォーマーの木村慧人が手がけた。
| 「        | 今回、僕が初めて振り付けを担当させていただきまして、歌詞を忠実に再現することを意識して振りを作りました。楽曲のテーマである“未来にワクワク”の気持ちをパフォーマンスで表現することと、その表現方法として歌詞の単語を手話で表現したパフォーマンスを取り入れたことなど自分なりに工夫して振りを考えたのでその部分を是非ご覧いただきたいです。 | 」 |
| —木村慧人 | |    |

## 収録曲
| 全作曲: Daisuke 'Dais' Miyachi・Yuichi Ohno、全編曲: Yuichi Ohno・Yu Manabe。 |                                                                   |                        |                                     |      |
| #                                                                             | タイトル                                                          | 作詞                   | 作曲・編曲                          | 時間 |
| 1.                                                                            | 「Winding Road〜未来へ〜」(中部日本放送 創立70周年イメージソング) | Daisuke 'Dais' Miyachi | Daisuke 'Dais' Miyachi・Yuichi Ohno | 4:38 |
| 2.                                                                            | 「Winding Road〜未来へ〜 (Instrumental)」                         |                        | Daisuke 'Dais' Miyachi・Yuichi Ohno | 4:38 |
| 合計時間:                                                                     | 合計時間:                                                         | 合計時間:              | 9:16                                |      |

| #  | タイトル                                 | 作詞 | 作曲・編曲 |
| -- | ---------------------------------------- | ---- | ---------- |
| 1. | 「Winding Road〜未来へ〜 (Music Video)」 |      |            |